# Цепловоди
Цепловоди (пол. Ciepłowody, нім. Lauenbrunn; until 1936: Tepliwoda) — село в Польщі, у гміні Цепловоди Зомбковицького повіту Нижньосілезького воєводства.
Населення — 1104 особи (2011).
У 1975-1998 роках село належало до Валбжиського воєводства.

## Демографія
Демографічна структура станом на 31 березня 2011 року:
|          | Загалом | Допрацездатний вік | Працездатний вік | Постпрацездатний вік |
| -------- | ------- | ------------------ | ---------------- | -------------------- |
| Чоловіки | 518     | 90                 | 397              | 31                   |
| Жінки    | 586     | 109                | 355              | 122                  |
| Разом    | 1104    | 199                | 752              | 153                  |